# Lino Carrasco Ortiz
Lino Carrasco Ortiz (Madrid, 1898-Moscú, 1961) fue un político y militar español.

## Biografía
Nació en Madrid en 1898. De profesión fue ferroviario. Se afilió al Partido Comunista de España en 1934, siendo miembro de su comité provincial de Jaén.
Tras el estallido de la Guerra civil se unió a las milicias populares, llegando a mandar junto a Nemesio Pozuelo las llamadas «milicias de Jaén» que actuaron en la zona de Los Pedroches durante los primeros días de la contienda. Posteriormente se integraría en la estructura del Ejército Popular de la República —donde alcanzaría el rango de mayor de milicias—. En marzo de 1937 se hizo cargo de la 25.ª Brigada Mixta, en plena batalla de Pozoblanco, durante la cual Lino Carrasco tuvo actuación destacada. Avanzada la guerra, en el otoño de 1938 asumiría brevemente el mando de la 86.ª Brigada Mixta. Con la derrota de la República marchó al exilio.
Se instaló en la Unión Soviética, junto a otros comunistas españoles exiliados. Allí cursaría estudios en la Academia Militar Frunze. Durante la Segunda Guerra Mundial se alistó como voluntario en el Ejército Rojo, llegando a combatir en una unidad de guerrilleros. Falleció en Moscú en 1961, víctima de un cáncer.